# 库维利亚斯德鲁埃达
库维利亚斯德鲁埃达，是西班牙卡斯蒂利亚-莱昂莱昂省的一个市镇。 总面积87平方公里，总人口616人（001年），人口密度7人/平方公里。